# 维布拉克 (滨海夏朗德省)
维布拉克是法国滨海夏朗德省的一个市镇，位于该省东南部，属于容扎克区。该市镇总面积5.02平方公里，2009年时的人口为152人。

## 人口
维布拉克（Vibrac）人口变化图示